# 제6회 미국 배우 조합상
제6회 미국 배우 조합상은 1999년 뛰어난 활동을 보인 영화 배우를 기리기 위해 2000년 3월에 열린 시상식이다. LA, Shrine Exposition Center에서 개최되었다.

## 수상 및 후보

### 영화부문 앙상블상
- 아메리칸 뷰티 - 케빈 스페이시 외 7인 수상
- 존 말코비치 되기 - 존 쿠삭 외 6인
- 사이더 하우스 - 토비 맥과이어 외 9인
- 그린 마일 - 톰 행크스 외 12인
- 매그놀리아 - 제레미 블랙맨 외 13인

### 영화부문 여우주연상
- 아메리칸 뷰티 - 아네트 베닝 수상
- 소년은 울지 않는다 - 힐러리 스웽크
- 엔드 오브 어페어 - 줄리안 무어
- 뮤직 오브 하트 - 메릴 스트립
- 텀블위즈 - 자넷 맥티어

### 영화부문 남우주연상
- 아메리칸 뷰티 - 케빈 스페이시 수상
- 플로리스 - 필립 세이모어 호프만
- 허리케인 카터 - 덴젤 워싱턴
- 인사이더 - 러셀 크로우
- 맨 온 더 문 - 짐 캐리

### 영화부문 여우조연상
- 처음 만나는 자유 - 안젤리나 졸리 수상
- 존 말코비치 되기 - 카메론 디아즈
- 존 말코비치 되기 - 캐서린 키너
- 소년은 울지 않는다 - 클로에 세비니
- 매그놀리아 - 줄리안 무어

### 영화부문 남우조연상
- 사이더 하우스 - 마이클 케인 수상
- 아메리칸 뷰티 - 크리스 쿠퍼
- 그린 마일 - 마이클 클락 던칸
- 매그놀리아 - 톰 크루즈
- 식스 센스 - 할리 조엘 오스먼트

### TV드라마부문 앙상블연기상
- 소프라노스 - 로레인 브라코 외 10인 수상
- ER - 안소니 에드워즈 외 11인
- 법과 질서 - 성범죄 수사대 - 제시 L. 마틴
- 뉴욕경찰 24시 - 데니스 프랜즈 외 7인
- 보스턴 저스티스 - 딜란 맥더모트

### TV드라마부문연기상(여자)
- 소프라노스 - 에디 팔코 수상
- Any Day Now - 애니 파츠
- 소프라노스 - 로레인 브라코
- 소프라노스 - 낸시 마천드
- X 파일 - 미래와의 전쟁 - 질리언 앤더슨

### TV드라마부문연기상(남자)
- 소프라노스 - 제임스 갠돌피니 수상
- 뉴욕경찰 24시 - 데니스 프랜즈
- 뉴욕경찰 24시 - 릭 슈로더
- 33505 - 마틴 쉰
- X 파일 - 미래와의 전쟁 - 데이비드 듀코브니

### 코미디부문 앙상블연기상
- 프레이저 - 켈시 그래머 외 4인 수상
- 앨리의 사랑 만들기 - 칼리스타 플록하트
- 내 사랑 레이몬드 - 레이 로마노 외 5인
- 프렌즈 - 리사 쿠드로 외 5인
- Sports Night - 조쉬 찰스 외 5인

### 코미디부문연기상(여자)
- 프렌즈 - 리사 쿠드로 수상
- 앨리의 사랑 만들기 - 칼리스타 플록하트
- 앨리의 사랑 만들기 - 루시 리우
- 섹스 앤 시티 - 사라 제시카 파커
- Tracey Takes On... - 트레이시 얼먼

### 코미디부문연기상(남자)
- 이야기 도시 - 마이클 J. 폭스 수상
- 앨리의 사랑 만들기 - 피터 맥니콜
- 내 사랑 레이몬드 - 레이 로마노
- 프레이저 - 켈시 그래머
- 프레이저 - 데이빗 하이드 피어스

### TV영화/미니시리즈부문 연기상(여자)
- 도로시 댄드리지 - 할리 베리 수상
- 애니 - 케시 베이츠
- 쿨 라이프 - 주디 데이비스
- 쿨 라이프 - 샐리 필드
- The Passion of Ayn Rand - 헬렌 미렌

### TV영화/미니시리즈부문 연기상(남자)
- 모리와 함께 한 화요일 - 잭 레먼 수상
- A Christmas Carol - 패트릭 스튜어트
- Inherit the Wind - 조지 C. 스콧
- The Passion of Ayn Rand - 피터 폰다
- 모리와 함께 한 화요일 - 행크 아자리아

### 공로상
- 시드니 포이티어 수상